# ザ・クルー:モーターフェス
『ザ・クルー：モーターフェス』(The Crew Motorfest)は、ユービーアイソフトより2023年9月14日に発売されたゲームソフト。
オープンワールドレースゲーム『ザ・クルー』シリーズの第3弾で、ザ・クルー2の続編。舞台を前作までのアメリカ合衆国本土からハワイ諸島のオアフ島へと変更されている。
登場機種メーカーには新たにトヨタが追加される。

## 開発
チーフディレクターStephane Beleyは、「Game*Spark」とのインタビューの中で、本作はあらゆるプレイヤーに向けて広く開かれた作品にしたと語っている。一方で、過去作をプレイ済みのプレイヤー向けに、乗り物のデータの引継ぎ機能も用意された。